# Renato Barilli
Renato Barilli (Bologna, 18 agosto 1935) è un critico d'arte, storico dell'arte e saggista italiano.

## Biografia
Vinse una borsa di studio del Collegio Venturoli nel 1956. Laureato in Lettere nel 1958, prese parte alla neoavanguardia degli anni sessanta in ambito letterario come membro del gruppo 63.
Dal 1970 ha insegnato Estetica e poi dal 1972 Storia dell'arte contemporanea all'Università di Bologna, presso il DAMS - dove è stato professore ordinario di Fenomenologia degli stili dal 1980 e dove ha diretto il dipartimento di Arti visive. Dopo aver cessato l'attività lavorativa nel 2011, rimane professore emerito dell'Università di Bologna.
Ha scritto numerosi saggi di storia dell'arte e di critica letteraria, occupandosi in particolare di arte e letteratura contemporanea e del Postmoderno, e ha curato numerose mostre. Parallelamente alla Transavanguardia di Achille Bonito Oliva ha scoperto e promosso il gruppo di artisti italiani da lui definito dei Nuovi-nuovi ed è stato tra i primi a interessarsi dell'utilizzo del computer e dei nuovi media nel campo dell'arte. Tra i suoi allievi figura la celebre curatrice Francesca Alinovi, tra i primi in Europa a interessarsi al graffitismo e a portarlo in gallerie e musei. 
Negli anni si è occupato spesso di critica letteraria, dedicando attenzione alle nuove forme di romanzo in relazione al nouveau roman francese. È il curatore, assieme a Niva Lorenzini e Gabriele Pedullà, del "laboratorio di lettura e discussione" RicercaBO.

Al termine della sua carriera come professore emerito dell'Università di Bologna, ha intrapreso il percorso di artista. Nel 2015, in occasione della sua prima mostra dal titolo "Le nuove occasioni" organizzata dal curatore d'arte Raffaele Quattrone, affermò: 
Nel 1998 ha vinto il premio Feronia-Città di Fiano per la critica militante.
Nel 2012 venne ripubblicato il suo saggio sulla storia e teoria della retorica.
Nel 2016 ha curato la mostra Bologna dopo Morandi 1945-2015 esposta a Palazzo Fava.

## Opere

### Saggi
- Renato Barilli, Tra presenza e assenza. Due modelli culturali in conflitto, Milano, Bompiani, 1974.
- Renato Barilli, Flaminio Gualdoni, Attilio Alfieri. Collages e disegni 1932-1953, Edizioni Bora, Bologna 1978 ( ISBN 88-85638-16-3 - ISBN 978-88-85638-16-7).
- Il ciclo del postmoderno. La ricerca artistica degli anni '80, Feltrinelli editore (collana Campi del sapere), 1987 ( ISBN 88-07-10086-X - ISBN 978-88-07-10086-4).
- L'arte contemporanea. Da Cezanne alle ultime tendenze, Feltrinelli editore (collana Campi del sapere), 1988 (ottava edizione del 2002: ISBN 88-07-10053-3 - ISBN 978-88-07-10053-6); nuova edizione Feltrinelli editore (collana Universale economica saggi), 2005 ( ISBN 88-07-81851-5 - ISBN 978-88-07-81851-6)
- Informale Oggetto Comportamento. Volume I. La ricerca artistica negli anni '50 e '60, Feltrinelli editore (collana Universale economica saggi), 1979 (terza edizione 2006 ISBN 88-07-81039-5 - ISBN 978-88-07-81039-8).
- Informale Oggetto Comportamento. Volume II. La ricerca artistica negli anni '70, Feltrinelli editore, 1979.
- Corso di estetica, Il Mulino editore (collana La nuova scienza), 1989 ( ISBN 88-15-02330-5 - ISBN 978-88-15-02330-8); nuova edizione: nella collana Strumenti, 1995 ( ISBN 88-15-05254-2 - ISBN 978-88-15-05254-4; traduzioni in inglese: A Course on Aesthetics e Course on Aesthetics, University of Minnesota Press, 1993).
- Arnulf Rainer. Saggio critico, Mazzotta editore, Milano 1991.
- Scienza della cultura e fenomenologia degli stili, Il Mulino editore (collana La nuova scienza) 1991 ( ISBN 88-15-03008-5 - ISBN 978-88-15-03008-5); nuova edizione nella collana La nuova scienza, serie di Filosofia, Bologna 2006; Bononia University Press (collana Icone), 2007 ( ISBN 88-8176-961-1 - ISBN 978-88-8176-961-2).
- Il liberty, Sonzogno editore (collana Tascabili manuali), 1992 ( ISBN 88-454-0444-7 - ISBN 978-88-454-0444-3).
- Renato Barilli, Pierre Restany, Francesco Guerrieri, Robert Hobbs, Knud W. Jzensen, Arte Ambientale. La collezione Gori nella fattoria di Celle, Allemandi editore (collana L'arte moderna e contemporanea), 1994.
- L'alba del contemporaneo. L'arte europea da Fussli a Delacroix, Feltrinelli editore (collana Campi del sapere), 1996 ( ISBN 88-07-10202-1 - ISBN 978-88-07-10202-8).
- Renato Barilli, Vittorio Fagone, Gillo Dorfles, Giuseppe Caglioti, Arte e scienza, Ilisso editore, 1998.
- Renato Barilli, Fabriano Fabbri, Michele Buonuomo, Malaparte fotografo. Un reporter dentro il ventre del mondo, Maschietto & Musolino editore, 1998 ( ISBN 88-86404-83-2 - ISBN 978-88-86404-83-9).
- L'azione e l'estasi. Le neoavanguardie degli anni '60, Testo & Immagine editore (collana Controsegni), 1999 ( ISBN 88-86498-68-3 - ISBN 978-88-86498-68-5).
- Tiziano Scarpa, Renato Barilli, Ludovico Pratesi, Alessandra Galletta, Giovanni Pintori, Matteo Basilé FM, Castelvecchi editore (collana Castelvecchi arte), 1999.
- È arrivata la terza ondata. Dalla neo alla neo-neoavanguardia, Testo & Immagine editore (collana Controsegni), 2000 ( ISBN 88-8382-002-9 - ISBN 978-88-8382-002-1).
- Haring, Giunti editore (collana Art dossier), 2000 ( ISBN 88-09-01609-2 - ISBN 978-88-09-01609-5).
- Maniera moderna e Manierismo, Feltrinelli editore (collana Campi del sapere), 2004 ( ISBN 88-07-10363-X - ISBN 978-88-07-10363-6)[6].
- Informale Oggetto Comportamento. Volume II. La ricerca artistica negli anni '70, Feltrinelli editore (collana Universale economica saggi), 2006 ( ISBN 88-07-81040-9 - ISBN 978-88-07-81040-4).
- Prima e dopo il 2000. La ricerca artistica 1970-2005, Feltrinelli editore (collana Universale economica saggi), 2006 ( ISBN 88-07-81904-X - ISBN 978-88-07-81904-9)[7].
- Storia dell'arte contemporanea in Italia. Da Canova alle ultime tendenze 1789-2006, Bollati Boringhieri (collana Nuova cultura), Torino 2007 ( ISBN 88-339-1733-9 - ISBN 978-88-339-1733-7).
- Ci@o, come stai?, Lubrina editore (collana Arte moderna e contemporanea), 2008 ( ISBN 88-7766-374-X - ISBN 978-88-7766-374-0).
- Autoritratto a stampa, Logo Fausto Lupetti Editore, 2010 ( ISBN 978-88-95962-56-6).
- La Retorica, Logo Fausto Lupetti Editore, 2012 ( ISBN 978-88-95962-84-9 ).
- Protagonisti, Postmedia Books, 2022 ( ISBN 9798841270560 ).

### Monografie di storia e critica letteraria e culturale
- Renato Barilli, Tra Presenza e Assenza. Due modelli culturali in conflitto, Edizioni Bompiani, Milano 1974 (CL 04-1442-5)
- Il libro come luogo di ricerca. Io sono qui (avventure & cultura) Luca Patella, La Nuova Foglio editrice, Pollenza 1975.
- Parlare e scrivere, La Nuova Foglio editrice, Pollenza 1977.
- Renato Barilli, W. Moretti, Nicola Badaloni, Cultura civile tra Riforma e Controriforma, Laterza editore (collana Letteratura italiana), 1979.
- La barriera del naturalismo. Studi sulla narrativa italiana contemporanea, Mursia editore, 1980 ( ISBN 88-425-3904-X - ISBN 978-88-425-3904-9); nuova edizione (collana Civiltà letteraria del novecento), 2007.
- Comicità di Kafka. Un'interpretazione sulle tracce del pensiero freudiano, Bompiani (collana Studi Bompiani), 1982 ( ISBN 88-452-0853-2 - ISBN 978-88-452-0853-9); nuova edizione Bompiani Etas Fabbri Sonzogno (collana Studi Bompiani), 1999 ( ISBN 88-452-4103-3 - ISBN 978-88-452-4103-1)
- Poetica e retorica, Mursia editore (collana Saggi di estetica e di poetica), 1984 ( ISBN 88-425-9088-6 - ISBN 978-88-425-9088-0).
- Pirandello. Una rivoluzione culturale, Mursia editore (collana Civiltà letteraria del '900), 1986 ( ISBN 88-425-9050-9 - ISBN 978-88-425-9050-7); nuova edizione Mondadori editore (collana Oscar saggi), 2005 ( ISBN 88-04-53794-9 - ISBN 978-88-04-53794-6).
- La linea Svevo-Pirandello, Mursia editore (collana Civiltà letteraria del '900), 1988 ( ISBN 88-425-9049-5 - ISBN 978-88-425-9049-1); nuova edizione Mondadori editore (collana Oscar saggi), 2003 ( ISBN 88-04-51963-0 - ISBN 978-88-04-51963-8).
- Rhetoric, University of Minnesota Press, 1989; Corso di retorica, Mondadori editore (collana Oscar saggi), 1995 ( ISBN 88-04-40715-8 - ISBN 978-88-04-40715-7).
- D'Annunzio in prosa, Mursia editore (collana Civiltà letteraria del '900), 1993 ( ISBN 88-425-1402-0 - ISBN 978-88-425-1402-2).
- Luigi Pirandello, Istituto poligrafico dello Stato (collana Cento libri per mille anni), 1995 ( ISBN 88-240-1901-3 - ISBN 978-88-240-1901-9).
- La neoavanguardia italiana dalla nascita del "Verri" alla fine di "Quindici", Il Mulino editore (collana Saggi), 1995 ( ISBN 88-15-04788-3 - ISBN 978-88-15-04788-5); nuova edizione: Manni editore (collana Studi), 2007 ( ISBN 88-7395-234-8 - ISBN 978-88-7395-234-3)[8].
- Robbe-Grillet e il romanzo postmoderno, Mursia editore (collana Civiltà letteraria del '900), 1998 ( ISBN 88-425-2283-X - ISBN 978-88-425-2283-6).
- Pascoli simbolista. Il poeta dell'avanguardia "Debole", Sansoni editore (collana Saggi), 2000 ( ISBN 88-383-1855-7 - ISBN 978-88-383-1855-9).
- Dal Boccaccio al Verga. La narrativa italiana in età moderna, Milano, Bompiani Etas Fabbri Sonzogno (collana Studi Bompiani), 2003 ( ISBN 88-452-5484-4 - ISBN 978-88-452-5484-0).
- Renato Barilli, Angelo Guglielmi, Gruppo 63. Critica e teoria, Testo & Immagine editore (collana Controsegni), 2003 ( ISBN 88-8382-095-9 - ISBN 978-88-8382-095-3).
- Bergson. Il filosofo del software, Milano, Raffaello Cortina editore (collana Saggi), 2005 (ISBN 88-7078-935-7 - ISBN 978-88-7078-935-5).
- La narrativa europea in età moderna. Da Defoe a Tolstoj, Milano, Bompiani Etas Fabbri Sonzogno (collana Studi Bompiani), 2010 (ISBN 88-452-6510-2 - ISBN 978-88-452-6510-5).
- Renato Barilli, La narrativa europea in età contemporanea. Cechov, Joyce, Proust, Woolf, Musil, Ugo Mursia Editore (collana Civiltà letteraria del Novecento), 2014 (ISBN 8842551899 - ISBN 978-8842551898)

## mostre
- Renato Barilli, Parlare e scrivere (mostra collettiva alla galleria La Tartaruga, 14-18 aprile 1975), Pollenza, La nuova foglio, 1977.
- Renato Barilli, Blow-up. I viaggi di Gulliver nel regno della percezione- Catalogo della mostra collettiva cui parteciparono, tra gl altri: Adriano Altamira, Giovanni Anselmo, Domenico Gnoli, Armando Marrocco, Luigi Ontani, Claudio Parmiggiani, Michelangelo Pistoletto - Galleria Dov'è la tigre, Milano e Sala Comunale d'Arte Contemporanea, Alessandria - n.1 coll. Mappe, Grafiche Boniardi, Milano, 1976
- Renato Barilli, Roberto Tassi, Pier Giovanni Castagnoli, Pompilio Mandelli: mostra antologica (catalogo mostra Reggio Emilia, Sala comunale delle esposizioni, 3 aprile - 2 maggio 1976), Nuova tipografia emiliana editrice, Reggio Emilia 1976.
- Renato Barilli, Sandro Sproccati, Vasco Bendini, mostra antologica (catalogo mostra Galleria Civica d'Arte Moderna), Bologna 1978
- Renato Barilli, Silvia Evangelisti, Bruno Passamani, Romolo Romani (catalogo mostra Brescia - Milano 1982), Mazzotta editore (collana Biblioteca d'arte), Milano 1982 (ISBN 88-202-0492-4 - ISBN 978-88-202-0492-1)
- Renato Barilli, Domenico Colantoni (Moravia Ulteriore), Catalogo Galleria Toninelli, Roma-Milano
- Renato Barilli, Enzo Bilardello, Domenico Colantoni, <<Il Teatro della Memoria, Locus XVIII>> Galleria e Editore CA' D'ORO Roma, Galeria "Club del Lago" Punta del Este Uruguay, "Galeria Latina", Montevideo, Uruguay
- Renato Barilli, Alberto Moravia, Claudio Strinati, Salvatore Italia, Michele Rak. mostra di Domenico Colantoni, <<Georgica 2000-Epifania della Natura-Catalogo ELECTA (Museo Palazzo Ducale di Mantova, Palazzo Ruspoli Roma, museo d'arte contemporanea di Nocciano (Pe), museo Castello Orsini, Avezzano, Palazzo Piccirilli, Paglieta (Pe), Centro Musicale S. Rocco, Carpi (MO), Galleria d'arte moderna e contemporanea MACRO, Roma Galleria "l'Attico" (martiri e Santi) Roma.
- Renato Barilli, Giancarlo Ambrosetti, Giovanni Costetti (catalogo mostra Reggio Emilia - Milano 1983), Mazzotta editore (collana Biblioteca d'arte), Milano 1983.
- Renato Barilli, Fulvio Irace, Francesca Alinovi, Una generazione postmoderna (catalogo della mostra (Genova, Roma 1983), Mazzotta editore (collana Biblioteca d'arte), Milano 1983 (ISBN 88-202-0512-2 - ISBN 978-88-202-0512-6).
- Renato Barilli, Claudio Spadoni, Luisa Somaini, Somaini. Realizzazioni, progetti, utopie (catalogo mostra 1984), Bora editore (collana Cataloghi di mostre), 1984 (ISBN 88-85638-55-4 - ISBN 978-88-85638-55-6).
- Renato Barilli, Roberto Daolio, Una generazione postmoderna. Iconici, aniconici, immagine elettronica (catalogo mostra Reggio Emilia 1984), Musei civici di Reggio Emilia (collana Tendenze), 1984.
- Renato Barilli, Achille Bonito Oliva, Saverio Vertone, Il colore dei miracoli: Tullio Garbari, Pompeo Borra, Pinot Galizio, Tano Festa (catalogo mostra, Radda in Chianti, Castello di Volpaia, 12-27 settembre 1987), Fattoria editrice Castello di Volpaia, Radda in Chianti 1987.
- Renato Barilli, Cesare Vivaldi, Umberto Buscioni (1963-1991). Mistero e rivelazione del quotidiano (catalogo mostra Pistoia 1992), Mazzotta editore (collana Biblioteca d'arte), Milano 1992 (ISBN 88-202-1035-5 - ISBN 978-88-202-1035-9).
- Renato Barilli, Pierre Restany, F.C. Prodhon, Arte in Francia (1979-1993) (catalogo mostra, Bologna 1994), Mazzotta editore (collana Grandi mostre), Milano 1994 (ISBN 88-202-1089-4 - ISBN 978-88-202-1089-2).
- Nuovo futurismo (catalogo mostra Rovereto, Museo d'arte moderna e contemporanea, 1994), Electa editore, Milano 1994.
- Renato Barilli, Tonino Sicoli, Rotella (catalogo mostra Rende (CS), Museo civico Palazzo Zagarese, 1996), Charta editore, Milano 1996 (ISBN 88-8158-088-8 - ISBN 978-88-8158-088-0).
- Rodolfo Vitone. Trent'anni di ricerca e creatività (catalogo mostra 1997), De Ferrari & Devega editore (collana Cataloghi), 1997 (ISBN 88-7172-131-4 - ISBN 978-88-7172-131-6).
- La citazione: arte in Italia negli anni '70 e '80 (catalogo mostra, Belluno - Cortina d'Ampezzo, 2 agosto - 27 settembre 1998), Mazzotta editore, Milano 1998.
- Renato Barilli, Lia Durante, Luigi Ontani. Ciliegia pinealita (catalogo mostra, Cortina d'Ampezzo, 2000), Mazzotta editore (collana Biblioteca d'arte), Milano 2000 (ISBN 88-202-1416-4 - ISBN 978-88-202-1416-6).
- Impressionismi in Europa. Non solo in Francia (catalogo mostra 2002), Skira editore (collana Arte moderna cataloghi), 2002 (ISBN 88-8491-035-8 - ISBN 978-88-8491-035-6).
- Jean Fautrier e l'informale in Europa (catalogo mostra, Mamiano di Traversetolo, 14 settembre - dicembre 2002; Mazzotta editore, Milano 2002
- Renato Barilli, Massimo Mussini, Wal (catalogo mostra, Reggio Emilia, 7 dicembre 2003 - 1º febbraio 2004), Mazzotta editore (collana Biblioteca d'arte), 2003 (ISBN 88-202-1670-1 - ISBN 978-88-202-1670-2).
- Iler Melioli (catalogo mostra, Reggio Emilia, chiostri di San Domenico, 4 dicembre 2005 - 29 gennaio 2006), Mazzotta editore (collana Biblioteca d'arte), Milano 2005 (ISBN 88-202-1780-5 - ISBN 978-88-202-1780-8).
- Officina Italia, Bologna, Imola, Cesena, Rimini, 1997.
- Officina Europa, Bologna, Imola, Cesena, Rimini, 1999.
- Officina America, Bologna, Imola, Cesena, Rimini, 24 gennaio - 31 marzo 2002[9].
- Il nouveau réalisme dal 1970 ad oggi. Omaggio a Pierre Restany, Milano, Fondazione Arnaldo Pomodoro, 7 settembre 2004 - 9 marzo 2005; Padiglione d'arte contemporanea, 7 novembre 2008 - 1º febbraio 2009.
- La giovine Italia. Omaggio degli artisti italiani a Giuseppe Mazzini nel bicentenario della nascita, Gambettola (FC), galleria d'arte Fabbrica, 14 ottobre - 26 novembre 2006; Bologna, Pinacoteca nazionale, 20 gennaio - 18 febbraio 2007.
- Nuove-nuove icone per il nostro tempo, Milano, galleria Zonca & Zonca, 19 settembre - 24 ottobre 2008.
- Siamo sempre Nuovi-nuovi (con Roberto Daolio), Firenze, galleria Frittelli Arte contemporanea, 21 marzo - 5 maggio 2009.
- Enzo Esposito - Anni Ottanta, Pietrasanta, chiostro di Sant'Agostino, 28 marzo - 3 maggio 2009.